# Psalydolytta grisea
Psalydolytta grisea es una especie de coleóptero de la familia Meloidae.

## Distribución geográfica
Habita en Zambia.